# Robert Choquette
Robert Choquette (n. 22 aprilie 1905 - d. 22 ianuarie 1991) a fost un diplomat și scriitor canadian de limbă franceză.

## Opera
- 1925: Razna prin vânturi ("À travers les vents");
- 1931: Metropolitan Museum ("Metropolitan Museum");
- 1927: Pensiunea Leblanc ("La pension Leblanc");
- 1958: Élise Velder ("Élise Velder");
- 1989: Calul diabolic ("Le Cheval diabolique").